# 呂緯
呂緯（？—401年），略陽郡（治今甘肅天水市）氐族人，後涼宗室。後涼懿武帝呂光之子，吕纂的兄弟，陇西公。
400年，吕纂攻北凉王段业，南凉王秃发傉檀闻讯就率一万骑兵进袭后凉都城姑臧（今甘肃武威市）。当时吕纬据北城防御，傉檀就置酒于姑臧南门朱明门，大宴将士，掠夺八千户回去。401年，吕隆、吕超兄弟杀死后凉王吕纂。吕纬和吕纂的叔叔巴西公吕佗此时都在北城，便号令部队整装待发，准备发兵去进攻吕超。吕佗退缩，吕超的弟弟吕邈得到呂緯的宠信，劝说吕纬道：“纂贼杀兄弟，隆、超顺人心而讨之，正欲尊立明公耳。方今明公先帝之长子，当主社稷，人无异望，夫复何疑！”吕纬跟吕隆、吕超缔结了盟约，一个人骑马进了都城，吕超于是把他抓住杀了。